# Корсголд (Калифорнија)
Корсголд (енгл. Coarsegold) насељено је место без административног статуса у америчкој савезној држави Калифорнија.

## Демографија
По попису из 2010. године број становника је 1.840.
| Група             | 2000.    | 2010.         |
| Белци             | 0 (0,0%) | 1.536 (83,5%) |
| Афроамериканци    | 0 (0,0%) | 11 (0,6%)     |
| Азијати           | 0 (0,0%) | 32 (1,7%)     |
| Хиспаноамериканци | 0 (0,0%) | 156 (8,5%)    |
| Укупно            | 0        | 1.840         |